# Thermes gallo-romains de Warcq
Les thermes gallo-romains  constituent un site archéologique datant du  Ier  au  IVe siècle située sur le territoire de l'actuelle commune de Warcq dans le département des Ardennes, en France. La découverte date de 2017, à l'occasion de la réalisation du barreau de raccordement reliant l'autoroute A304 à la nationale 43.

## Localisation
Warcq  est situé dans les Ardennes près de Charleville-Mézières. Les thermes ont été découverts à l'occasion des travaux de terrassement reliant l'autoroute A 304 et la route nationale 43.

## Les fouilles
Le chantier, lancé en 2017 s'est transformé en site de fouille par le soin de la Cellule archéologique départementale des Ardennes qui ont ainsi mis au jour un édifice thermal comportant un mobilier du  Ier  au  IVe siècle, vraisemblablement lié à une villa romaine.
Les éléments mis au jour restent en 2019 à l'air libre : ils avaient initialement vocation à être détruits, après étude, pour laisser place à l'aménagement routier, mais la sélection du lieu parmi les sites du loto du patrimoine, en 2019, peut laisser envisager une autre hypothèse, la coexistence des éléments archéologiques, sous une forme permettant de protéger le résultat des fouilles, et de l'aménagement routier.

## Description
Le bâtiment gallo-romain a une surface d'environ 300 mètres carrés. Divers espaces caractéristiques sont identifiés, correspondant à  des  salles dédiées aux bains chauds, tièdes et froids : un caldarium, un tepidarium, et un frigidarium équipé d'une banquette. Le système de chauffage par hypocauste et le système d'évacuation sont mis en évidence ainsi que les restes de tuyaux en plomb servant à la circulation de l'eau,.
L'édifice thermal est décoré d'une riche ornementation. Des placages en marbre blanc sur les murs et au sol figurent des dessins composés de marbres divers. La pierre bleue de Givet constitue le pavé du fond du bassin froid,.